# Ariane 4
För andra betydelser, se Ariane.
Ariane 4, fransktillverkad rymdraket från Aerospatiale. Projektet påbörjades 1982 och 15 juni 1988 gjordes första och 15 februari 2003 gjordes den sista uppskjutningen. Rakettypen genomförde 116 starter varav 113 har lyckats med sitt uppdrag.
Raketen har funnits i 6 konfigurationer. Den skeppades till Franska Guyana och Kourou.

## Modeller
Ariane 40 - var grundvarianten av raketen. Konfigurationen genomförde 7 starter och alla lyckades.
Ariane 42L - använde sig av två extra startraketer med flytande bränsle. Konfigurationen genomförde 14 starter och alla lyckades.
Ariane 42P  - använde sig av två extra startraketer med fast bränsle. Konfigurationen genomförde 15 starter och 14 lyckades.
Ariane 44L - använde sig av fyra extra startraketer med flytande bränsle. Konfigurationen genomförde 39 starter och 38 lyckades.
Ariane 44P - använde sig av fyra extra startraketer med fast bränsle. Konfigurationen genomförde 15 starter och alla lyckades.
Ariane 44LP - använde sig av fyra extra startraketer varav två med flytande bränsle och två med fast bränsle. Konfigurationen genomförde 26 starter och 25 lyckades.

## Uppskjutningar
Se Lista över Ariane uppskjutningar för en lista över alla Ariane-uppskjutningar.
Totalt gjordes 116 uppskjutningar av Ariane 4-raketer. Tre av dem misslyckades.